# Tommaso da Capua
Tommaso da Capua, né à Capoue ( Italie) et mort le 20 août 1243 à Anagni, est un cardinal italien du XIIIe siècle.

## Biographie
Tommaso est notaire apostolique et est connu comme poète et orateur. Il est élu archevêque de Naples en 1216, mais resigne déjà la même année pour devenir cardinal. Le pape Innocent III le crée cardinal lors du consistoire de 1216.  En 1219 il est nommé grand pénitencier. En 1225 il est élu patriarche latin de Jérusalem, mais le pape ne confirme pas l'élection.
Le cardinal da Capua participe à l'élection d' Honorius III en  1216, à l'élection de  Grégoire IX en 1227, l'élection de Célestin IV en 1241 et à l'élection d'Innocent IV en 1241-1243.  Il est l'auteur du Summa dictaminis, un des monuments de la diplomatie médiévale, et d'hymnes pour la Sainte-Vierges et les saints.